# NGC 2908
NGC 2908 (другие обозначения — UGC 5152, MCG 13-7-34, ZWG 350.29, IRAS09375+7955, PGC 27831) — спиральная галактика в созвездии Дракона. Открыта Уильямом Гершелем в 1802 году.
С абсолютной звёздной величиной −15m галактика относится к карликовым. Образует группу карликовых галактик с UGC 8959, DDO 87 и DDO 112, среди которых NGC 2908 является самой яркой. В объёме 200 кубических мегапарсек кроме этих галактик другие отсутствуют.
Этот объект входит в число перечисленных в оригинальной редакции «Нового общего каталога». Изначально указанные Гершелем координаты объекта были более близки к более яркой двойной звезде, чем к этой более тусклой галактике, но, по-видимому, Гершель наблюдал именно галактику.